# Sammlung Luftfahrt.Industrie.Westfalen
Die Sammlung Luftfahrt.Industrie.Westfalen ist eine wissenschaftliche Sammlung zur Vor- und Frühgeschichte der aluminiumverarbeitenden Industrie, die sich vereinsgetragen seit 2017 im Aufbau befindet. Die Sammlung ist eng verbunden mit der frühen (Zeppelin-)Luftschifffahrt in Südwestfalen. Von etwa 1890 an bis zum Beginn des Ersten Weltkriegs war der Werdohler Ortsteil Eveking der bedeutendste Standort dieser neuen metallverarbeitenden Industrie. Mit dem Zusammenschluss mehrerer Unternehmen zur Berg-Heckmann-Selve AG entfielen selbst 1928/1929 mit einer Produktionsmenge von rund 3.000 t noch rund 15 % der reichsweiten Halbzeugproduktion auf die Gesellschaft. Das Städtedreieck Altena – Lüdenscheid – Werdohl hatte mit den zahlreichen dort entstandenen Innovationen maßgeblichen Einfluss auf die deutsche Aluminiumindustrie und damit Industrie-, Technik- und Innovationsgeschichte geschrieben.

## Geschichte
Im Verlauf des Jahres 2017 fanden sich einige Werdohler und Auswärtige mit Interesse an der Thematik der Entwicklung der frühen Aluminiumindustrie in den Werdohler Ortsteilen Eveking und Bärenstein in der westfälischen Kleinstadt zusammen. Ihr Idee war, zukünftig die mit der Stadt Werdohl untrennbar verbundenen Entwicklung der frühen (Zeppelin-)Luftschifffahrt verstärkt in den Fokus der Öffentlichkeit zu rücken.

### Trägervereine
Anfang 2018 entwickelte sich die Arbeitsgemeinschaft Zeppelinstadt Werdohl. Die ersten Ziele waren zu diesem Zeitpunkt bereits formuliert. So sollte mit der bevorstehenden Regionale 2025 der zukünftigen Entwicklung Werdohls ein positiver Schub gegeben werden. Grundlage war die historische Aluminiumindustrie zur Nutzung für ein zukünftiges Stadtmarketing sowie die Definition einer eigenen städtischen Identität. Die lose Struktur einer Interessen- bzw. Arbeitsgemeinschaft erwies sich dafür jedoch als ungeeignet und eine Vereinsgründung wurde vorangetrieben.

#### VereinZeppelinstadt Werdohl e. V.
Mitte 2018 gründete sich dann der Verein Zeppelinstadt Werdohl e. V., um mit einer festen Vereinsstruktur als Zuwendungsempfänger zukünftig Fördermittel aus den verschiedenen Bereichen der Kulturförderung erhalten zu können. Von Anfang an setzte sich der neu gegründete Verein inhaltlich von bereits bestehenden Vereinen, wie beispielsweise dem Heimat- und Geschichtsverein Werdohl e. V. oder dem Kleinen Kulturforum e. V., ab. Dies führte seitens der bereits etablierten Vereine zu Spannungen und stieß auf teilweise Ablehnung.
Die abgrenzende Linie wurde trotz inhaltlicher Überschneidungen und Interessen jedoch weiter geführt, da das Vereinsprogramm doch deutlich neue und andere Aspekte und Ziele enthält. Dazu zählen, neben den vereinsüblichen Zielen von Heimat- und Kulturvereinen insbesondere auch integrative Aspekte, Stadtmarketing und Stadt- und Regionalentwicklung. Darüber hinaus war es der ausdrückliche Wunsch verschiedener namentlich ungenannt bleibend wollender Leihgeber, die leihweise zur Verfügung gestellten Sammlungsobjekte nur einem Kreis ausgewiesener Spezialisten zu überlassen.

#### VereinLuftfahrt.Industrie.Westfalen e. V.
Die schnell wachsende Sammlung ließ schon bald die notwendige zukünftige inhaltliche Neuausrichtung respektive Erweiterung des ursprünglichen Sammlungskonzeptes erkennen. Ausgehend vom ursprünglichen Gedanken, die Darstellung der Geschichte auf das Versetal und den Raum Altena – Lüdenscheid – Werdohl zu begrenzen, kamen insbesondere in den Jahren 2020 und 2021 zahlreiche Objekte mit überregionaler Bedeutung zur Sammlung hinzu. Daher wurde die thematisch-inhaltliche Erweiterung des Einzugsraum auf Westfalen unumgänglich, was sich zukünftig auch im Vereinsnamen widerspiegeln soll.
Zwischenzeitlich richtet sich die Sammlung bereits schon auf den gesamten Raum Nordrhein-Westfalen und weit darüber hinaus aus. Da die Sammlung aber auch weiterhin den Schwerpunkt auf (Süd-)Westfalen legen soll, bleibt der Name auf zunächst unbestimmte Zeit erhalten. Eine spätere Neuausrichtung ist aber, abhängig vom weiteren Wachstum der Sammlung, nicht ausgeschlossen und wird sich dann ebenso wieder im Namen widerspiegeln.
Pandemiebedingt wird die Umbenennung des Vereins zu Sammlung Luftfahrt.Industrie.Westfalen auf voraussichtlich 2022 verschoben.

## Bedeutung der Sammlung

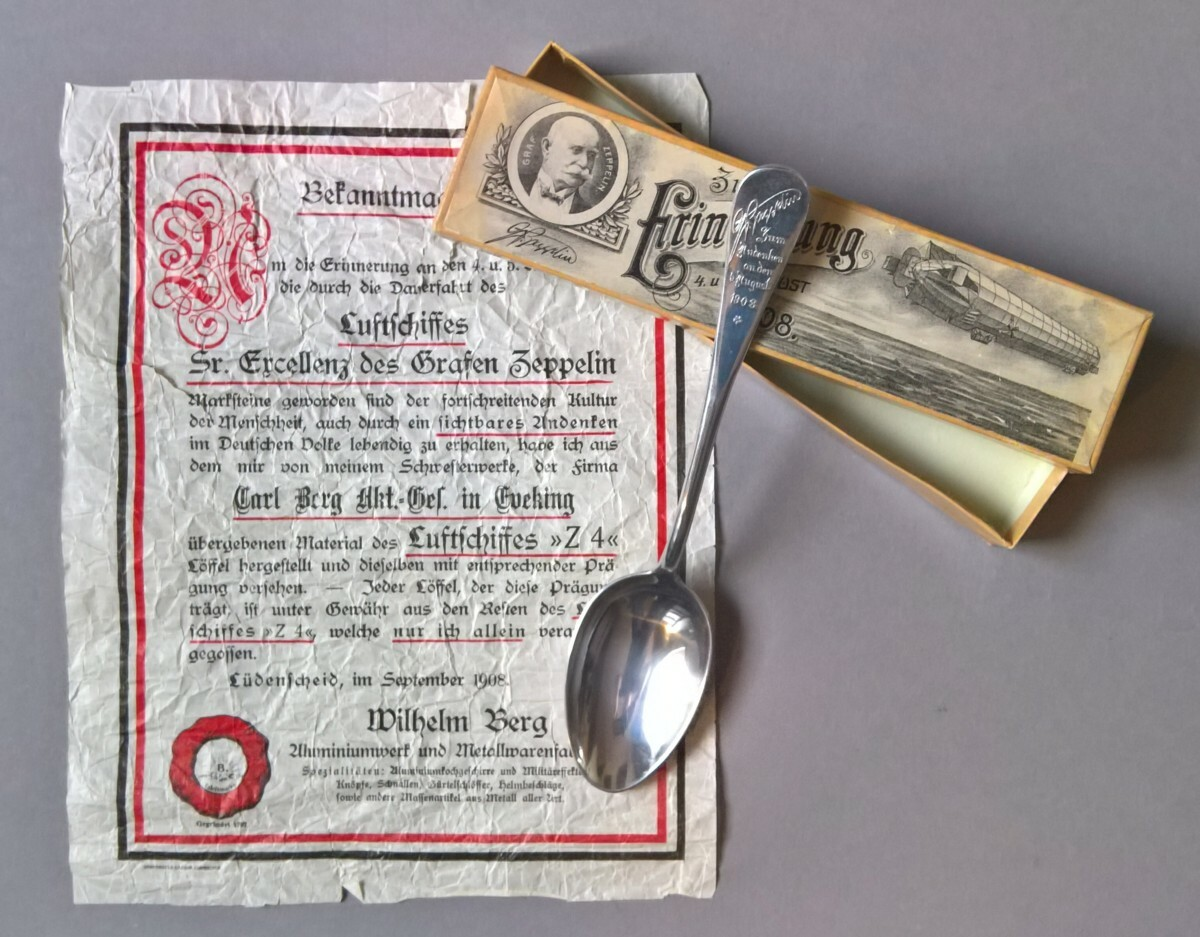
Löffel, Schachtel und Zertifikat der bei Wilhelm Berg gefertigten Erinnerungsstücke, 1908

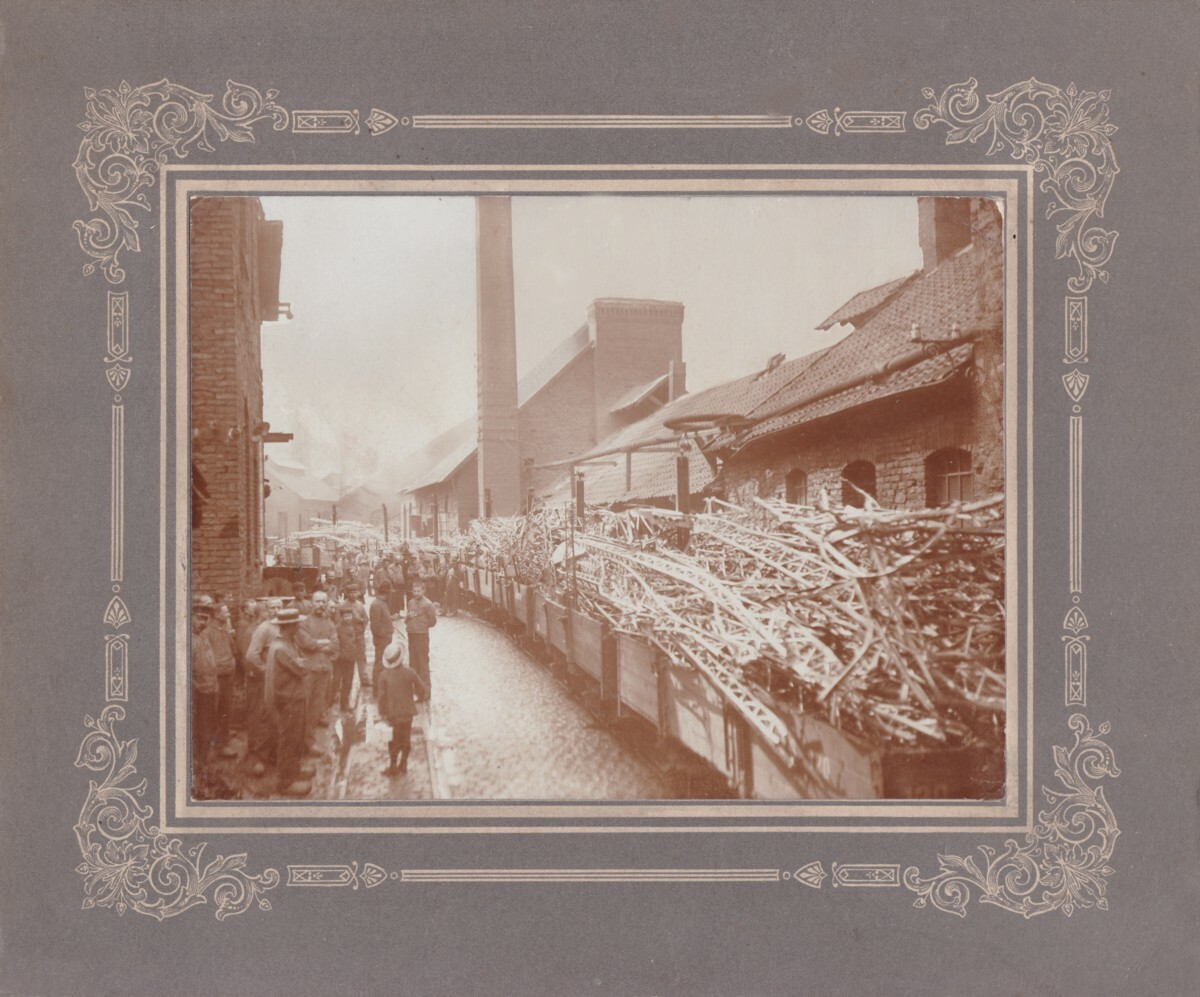
Trümmer des LZ 4 im Werk Eveking der Firma Carl Berg, 1908

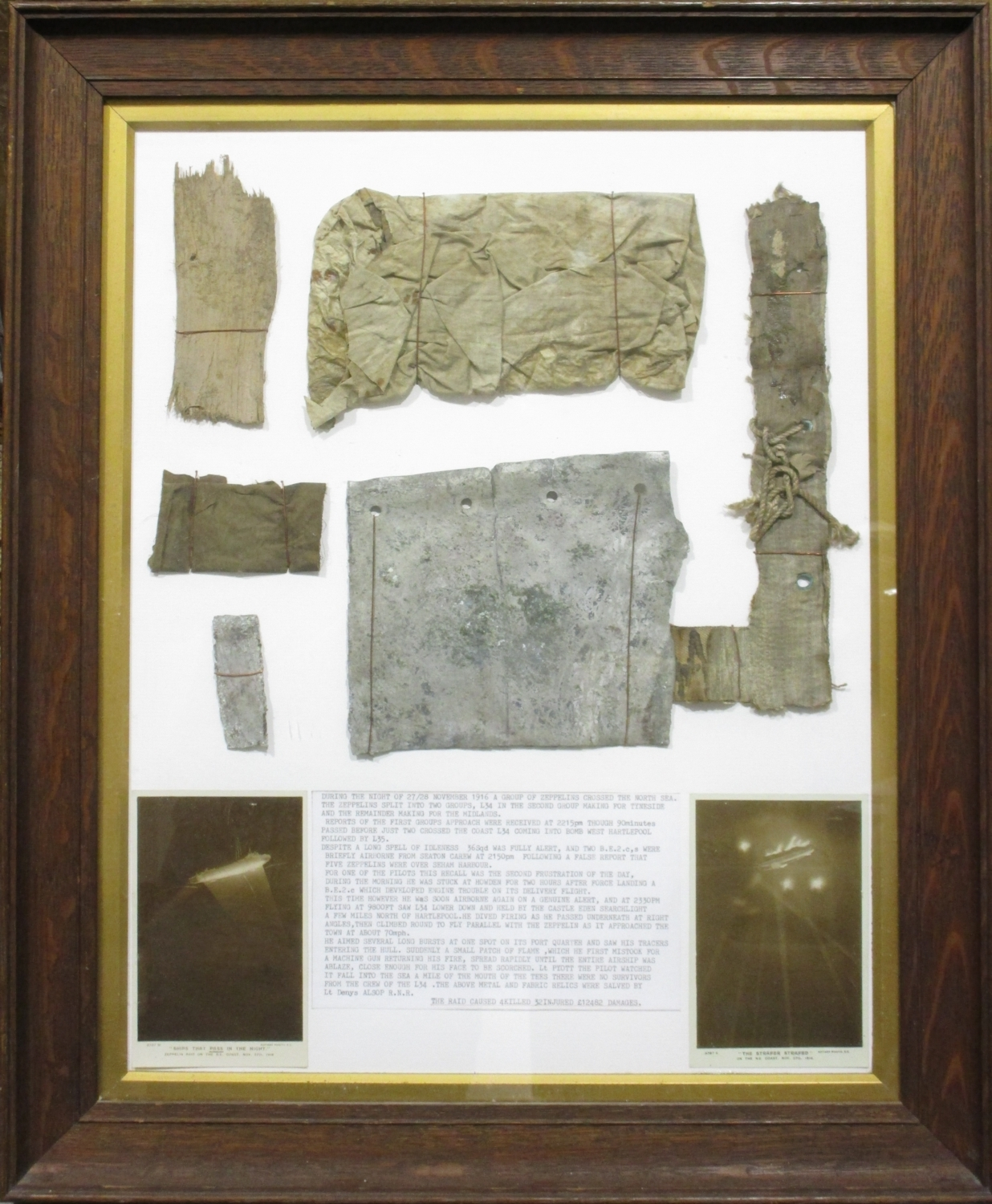
Wrackteile des im November 1916 abgeschossenen Marineluftschiffes LZ 78 – L 34

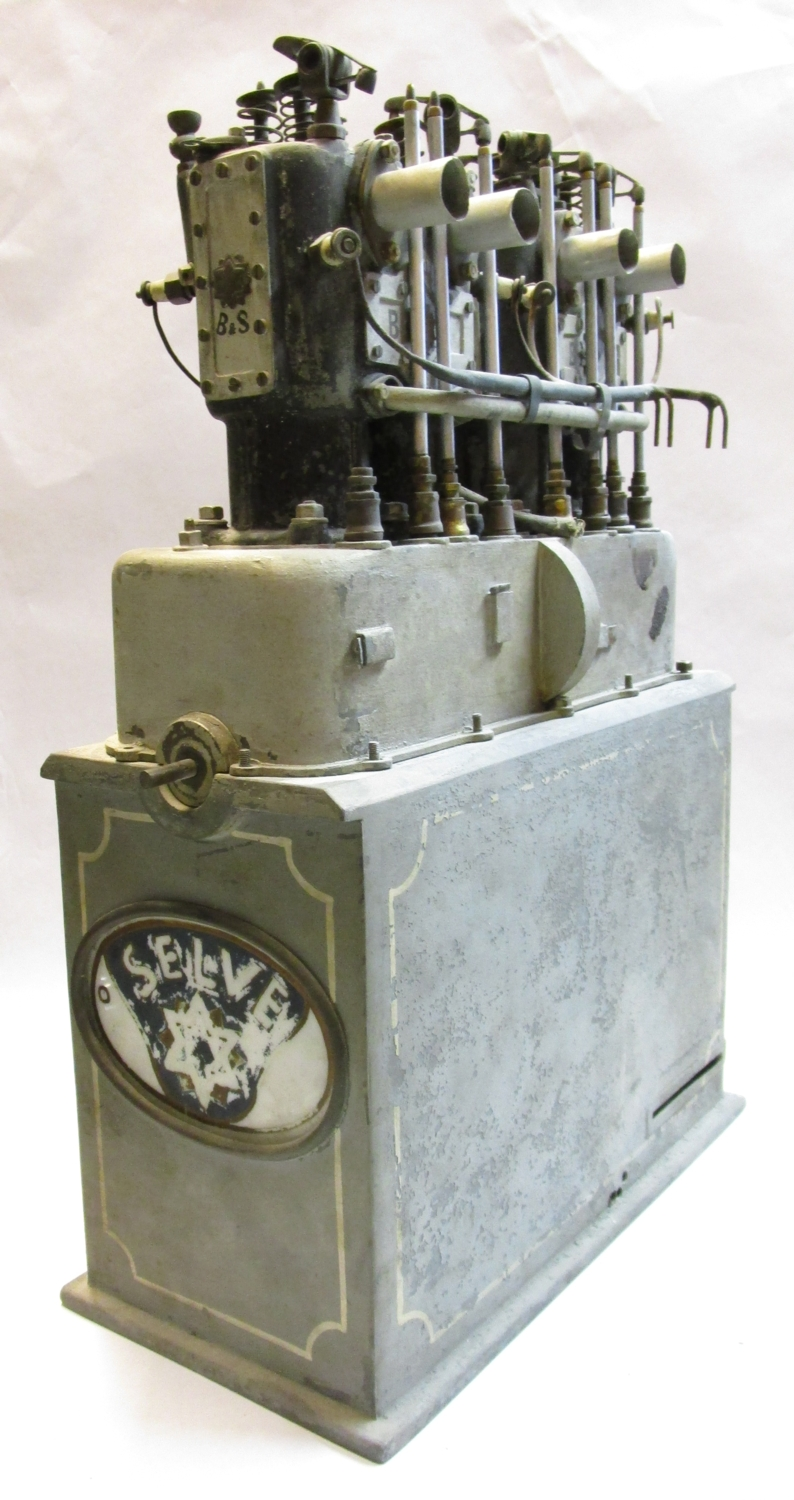
Funktionsmodell eines Selve-Flugmotors, um 1920

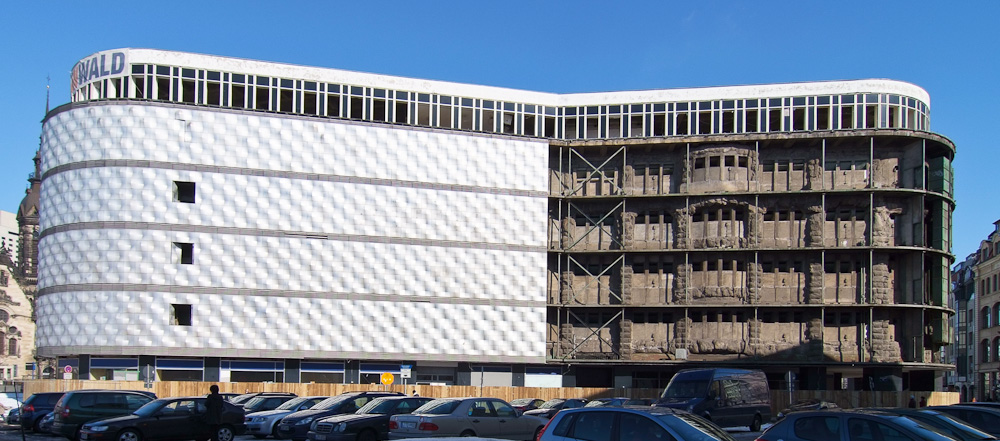
Abbau der Paraboloidelemente am ehemaligen Konsument-Warenhaus am Brühl, Leipzig (März 2010)

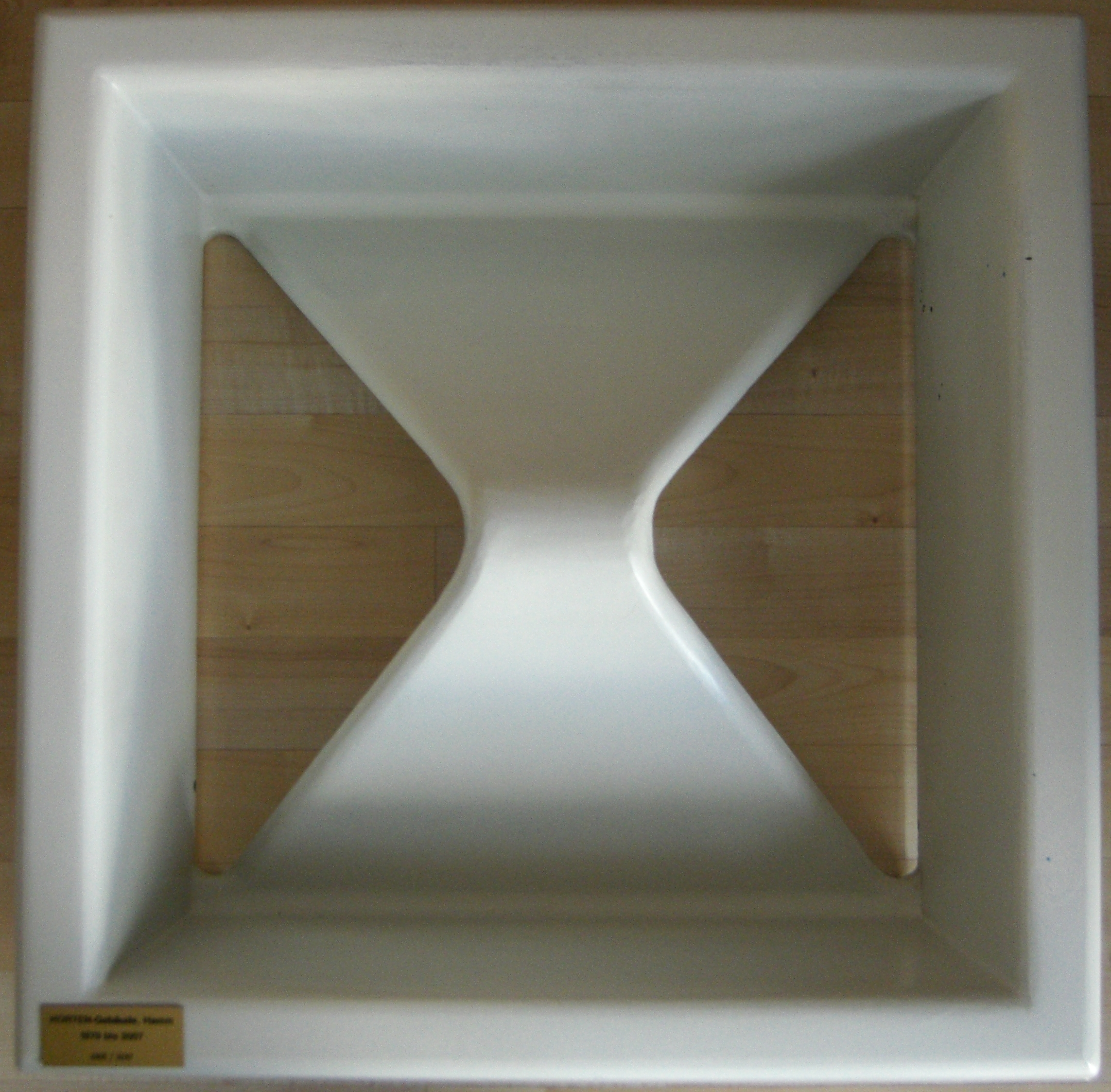
Eine Hortenkachel aus der Fassade des Warenhauses in Hamm

### Sammlungsspezifik und Gliederung
Eine wesentliche Besonderheit der Sammlung Luftfahrt.Industrie.Westfalen ist die inhaltliche Ausrichtung. Die Sammlung ist bereits heute die größte Spezialsammlung zur Vor- und Frühgeschichte der Aluminiumindustrie in Verbindung mit der Entwicklung der Luftfahrt. Bedeutende Museen zur Geschichte der (Zeppelin-)Luftschifffahrt gibt es in Deutschland beispielsweise in Friedrichshafen (Zeppelin Museum Friedrichshafen), dem Neu-Isenburger Stadtteil Zeppelinheim (Zeppelin-Museum Zeppelinheim) und in Nordholz (Aeronauticum).
Die Sammlungstätigkeit wurde bislang von verschiedenen institutionellen Unterstützern wie der Vereinigten Sparkasse im Märkischen Kreis, der Volksbank in Südwestfalen, der Kulturstiftung der Westfälischen Provinzial Versicherung sowie zahlreichen heimischen Unternehmen und Privatpersonen unterstützt.
In Friedrichshafen wird mit dem Schwerpunkt der Geschichte Zeppelins die weltweite Entwicklung der Luftschifffahrt erzählt. In Zeppelinheim die Geschichte des zur Unterbringung der Mitarbeiter des Flug- und Luftschiffhafens Rhein-Main entstandenen Ortsteils, in Nordholz die Geschichte der Marineluftschiffer und Seeflieger des ehemaligen Marineluftschiffhafens Nordholz.
Mit der Umsetzung der Museumsidee im Versetal wäre es nach dem Holmestrand Aluminium Museum das weltweit zweite relevante Museum zur Geschichte der Aluminiumindustrie und das weltweit erste, dass diese beiden symbiotisch verbundenen Themen konkret beinhaltet.
Derzeit gliedert sich die Sammlung in folgende Hauptgruppen:
1. Sammlung Aluminium im Alltag
2. Sammlung Aluminium- und Luftfahrtindustrie in Südwestfalen
3. Sammlung Luftschifffahrt
4. Sammlung Flugzeugbau in Südwestfalen
5. Sammlung Gemälde und Graphik
6. Sammlung Zeppelin-Memorabilien
7. Sammlung Alliierte Kriegsflugblattpropaganda 1939-1945 im Märkischen Kreis
8. Sammlung Lüdenscheider Impuls 1901-1906

### Bedeutende Objekte
Objekte zu LZ 4 und der Zeppelin-Euphorie ab August 1908
Eine der „Kernsammlungen“ des heutigen Sammlungsbestandes ist eine private Sammlung zur Geschichte des am Morgen des 5. August 1908 bei Echterdingen verunglückten Zeppelin-Luftschiffes LZ 4. Für Werdohl und die Firma Carl Berg ist das Luftschiff in mehrfacher Hinsicht von Bedeutung. Die Aluminiumprofile des Luftschiffes wurden in Werdohl-Eveking gefertigt, per Kreis Altenaer Eisenbahn über den Werksanschluss nach Lüdenscheid gebracht und dort bei Wilhelm Berg konfektioniert und teilweise vormontiert. Danach wurde das Material per Staatsbahn ab Bahnhof Lüdenscheid an den Bodensee transportiert.
Nach dem Unglück wurden die Wrackteile, wie schon von den vorangegangenen Luftschiffen, zum Einschmelzen wieder nach Eveking gebracht. Im Rahmen der sich nach dem Zeppelin-Unglück entwickelnden Zeppelin-Euphorie im damaligen Deutschen Reich wurden aus den Resten Löffel und Medaillen gefertigt.
Die Sammlung umfasst zahlreiche einmalige Objekte wie das bislang größte bekannte Wrackteil des LZ 4 oder ein aus den Resten des Luftschiffwracks geformten Kopfreliquiar. Zahlreiche weitere Objekte beschäftigen sich mit der Kitsch- und Andenkenindustrie rund um den Grafen Zeppelin.
Deutsch-britische Propaganda
Die Vielfalt der bereits jetzt unentgeltlich und zur freien Verfügung bereitgestellten Exponate lässt eine große Bandbreite von Fragestellungen zu den Themenkreisen Luftfahrt-, Industrie-, Material-, Mentalitäts-, Zeit- und Sozialgeschichte zur Beantwortung zu. Anhand des Sammlungsbestandes zum Thema der Marineluftschiffe des Ersten Weltkrieges ergibt sich beispielsweise ein interessantes Bild des Umgangs der britischen Zivilbevölkerung und des Staates mit der neuartigen Kriegsführung aus der Luft durch deutsche Zeppelinluftschiffe. Wrackteile und daraus gefertigte (Volks-)Kunstobjekte belegen den Umgang mit dieser Bedrohung an der Heimatfront.
Deutsch-deutsche Architekturgeschichte
Aus dem Bereich der Architektur/Kunst am Bau können beispielsweise originale hyperbolische Paraboloidelemente der vom Leipziger Künstler Harry Müller (1930–2020) gestalteten Aluminiumvorhangfassade des ehemaligen Konsument-Warenhauses am Brühl, Leipzig, im Volksmund auch als Blechbüchse bekannt, gezeigt werden.
Das westdeutsche Gegenstück dazu bilden die von Helmut Rhode (1915–1995) entworfene Hortenkachel der Wabenfassade der von Egon Eiermann (1904–1970) konzipierten und ab 1960/61 umgesetzten Warenhäuser der Horten AG.
Sammlung Alliierte Kriegsflugblattpropaganda 1939–1945 im Märkischen Kreis
Die historisch-dokumentarisch bedeutende Teilsammlung umfasst einen hauptsächlich zwischen 2000 und 2008 geformten Sammlungsbestand von alliierten Propagandaflugblättern, die nachweislich im Zweiten Weltkrieg zwischen 1939 und 1945 auf dem Gebiet des heutigen Märkischen Kreises gefunden wurden. Die Sammlung besteht aus ca. 300 verschiedenen Exemplaren von Flugblättern, Flugblattbroschüren und gefälschten Lebensmittelmarken. Die damaligen Finder deckten zum Zeitpunkt der Funde eine Altersspanne vom Jugendlichen bis zum jungen Erwachsenen ab. Die Fundorte und Fundumstände der vorhandenen Blätter sind jeweils dokumentiert. Der Bestand stellt damit den größten geographisch zusammenhängenden dokumentierten geschlossenen Sammlungsbestand von an die deutsche Bevölkerung gerichteter alliierter Kriegsflugblattpropaganda des Zweiten Weltkrieges dar.
Ein literaturwissenschaftlich bedeutendes Objekt ist eine Ausgabe der zwischen Mai 1943 – März 1944 verteilten Flugblattbroschüre Die andere Seite. (Drittes Heft) (Code-Nr. G.27). Das heute seltene Heft wurde von der britischen Kriegspropaganda in Zusammenarbeit mit deutschen Emigranten herausgegeben und von den Bombern der Royal Air Force in hunderttausenden Exemplare über dem Deutschen Reich abgeworfen. Es enthält unter anderem Texte emigrierter Schriftsteller, wie Thomas Mann und Bertolt Brecht.
Sammlung Lüdenscheider Impuls 1901-1906
Der Begriff des Lüdenscheider Impuls 1901-1906 wurde 1984 von dem Kunstwissenschaftler und späterem Vorsitzender der Gesellschaft für Designgeschichte (GfDg) Siegfried Gronert (Bauhaus-Universität Weimar) im Rahmen des dezentralen Ausstellungsprojektes Der westdeutsche Impuls 1900-1914 geprägt. Er lehnt sich dabei an den durch den 1972 durch den niederländischen Kunstwissenschaftler und späteren Politiker Nic. Tummers (Nicolaas Hendrik Marie Tummers, 1928-2020) geprägten Begriff des Hagener Impuls an.
Der Sammlungsbestand umfasst eine bedeutende und in der Region einmalige Sammlung von Künstlerentwürfen der Metallkunst des Jugendstils. Lüdenscheid war in der kurzen Zeitspanne zwischen 1901 und 1906 ein – heute weitestgehend vergessenes – Zentrum der Metallkunst des Jugendstils. Die beiden Lüdenscheider Metallwarenfabriken Gerhardi & Co. und Eduard Hueck haben innerhalb weniger Jahre rund 150 Künstlerentwürfe namhafter Jugendstilkünstler wie Peter Behrens (1868–1940), Maurice Dufrène (1876–1955), Paul Haustein (1880–1944), Hugo Leven (1874–1956), Albin Müller (1871–1941), Joseph Maria Olbrich (1867–1908) und Albert Reimann (1874–1976) umgesetzt. Die so in Lüdenscheid gefertigten Jugendstilobjket gelten heute unangefochten als stilbildende Designobjkete und sind in den weltweit führenden Kunst- und Designsammlungen vertreten.
Obwohl es sich hierbei um Zinn- und nicht um Aluminiumobjekte handelt, hängen die Geschichte der Verarbeitung beider Metalle eng zusammen. Im Rahmen der Absatzkrise von Zinngegenständen für den Hausgebrauch, unter anderem durch die steigenden Rohstoffpreise, haben die beiden Firmen zunächst eine neue Formensprache ausprobiert. Nachdem sich das Scheitern schnell abzeichnete, haben beide Firmen nahezu zeitgleich die Produktion von Aluminium aufgenommen.

## Museumskonzept
Für den dauerhaften Museumsbetrieb am gewünschten Standort der ehemaligen Firma Carl Berg liegen die für eine Umsetzung notwendigen museumsfachlichen Überlegungen in Form von Grobkonzepte bereits vor. Die dauerhafte Präsentation der Sammlung Luftfahrt.Industrie.Westfalen würde für Werdohl einen zweiten Museumsstandort bedeuten. Inhaltlich sowie mit den weiteren Anforderungen hinsichtlich der Stadtentwicklung grenzt sich die Idee aber deutlich vom bereits vorhandenen und ehrenamtlich durch den Heimat- und Geschichtsverein Werdohl e. V. bespielten Stadtmuseum Werdohl im Werdohler Kulturbahnhof ab.
Die Sammlung soll ausdrücklich von Fachpersonal als museale Einrichtung im Sinne der Museumsdefinition des ICOM (International Council of Museums, deutsch Internationaler Museumsrat) betrieben werden.
Die im Rahmen der musealen Arbeit gesammelten Gegenstände und gewonnenen Erkenntnisse sollen für die Nachwelt dokumentiert, digitalisiert und in geeigneter Form dauerhaft erhalten werden und der Öffentlichkeit zugänglich gemacht werden.
Im Jahr 2001 gab es ein EU-gefördertes Kooperationsprojekt zwischen dem Aeronauticum und der Carl von Ossietzky Universität Oldenburg. Der 2007 unter dem Titel Unternehmen Museum publizierte Projektbericht gibt hinsichtlich museumsfachlicher sowie betriebswirtschaftlicher Aspekte einen wertvollen Leitfaden zum Aufbau einer vergleichbaren Einrichtung. Das Aeronauticum hat sich seitdem erfolgreich von einem kleinen militärisch geprägten Museum („Traditionsraum“) innerhalb einer Kaserne zu einem straff organisierten und erfolgreichen Museum etabliert und liegt bei den Besucherzahlen der niedersächsischen Museen regelmäßig im vorderen Feld. Allerdings lassen sich die Erfahrungen und Ergebnisse naturgemäß nicht 1:1 übertragen.

### Sammlungskonzept
Die Sammlung besteht aus gegenständlichen Vitrinenobjekten, Fotos, Ansichtskarten, Plänen und Filmen, die geeignet sind, die symbiotische und parallel verlaufende Entwicklung der Aluminiumindustrie sowie der frühen Flug- und Luftschifffahrt sowie der Automobilindustrie, die im Wesentlichen durch den Raum Südwestfalen geprägt ist, zu verdeutlichen. Darüber hinaus werden auch weitere Objekte, die über den eigentlich Betrachtungsraum hinausgehen aber eine besondere Bedeutung für die Geschichte der Aluminium- und Luftfahrtgeschichte aufweisen, gesammelt. Dazu gehören insbesondere Objekte aus dem Bereich der Kunst und Architektur, der Technik und dem alltäglichen Leben, sowie persönliche Gegenstände aus dem Besitz der für die Geschichte bedeutender Persönlichkeiten.
Darüber hinaus sollen auch Ton- und Filmdokumente sowie Zeit- und Augenzeugenberichte erstellt und gesammelt werden.

### Herkunft der Sammlungsbestände und Bedingungen der Leihgeber
Die Sammlung besteht aus privaten Leihgaben, Schenkungen und eigener Sammlungstätigkeit des Trägervereins. Die Sammlung wird sukzessive durch aktive Sammlungstätigkeit erweitert.
Die Sammlung ist bereits 2019 die derzeit größte und bedeutendste Sammlung zu diesem speziellen Themenkreis. Die Bedeutung der Sammlung wurde 2019 mit der Aufnahme des Trägervereins in die Vereinigung Westfälischer Museen e. V. (2021 mit dem Verband Rheinischer Museen e. V. zum Museumsverband Nordrhein-Westfalen e. V. fusioniert) unterstrichen, obwohl es derzeit noch keinen festen Standort gibt und die eigentlichen Kriterien zum Zeitpunkt der Aufnahme somit nur bedingt erfüllt wurden.
Der ursprüngliche Kern der heutigen Sammlung Luftfahrt.Industrie.Westfalen wird aus einer privaten Sammlung zur Verfügung gestellt. Seitens des Leihgebers wurden zwei wesentliche Bedingungen an die Leihgaben für ein Museum in der ehemaligen Firma Carl Berg in Eveking gestellt:
- Langfristig der Aufbau einer Museumssammlung unter wissenschaftlichen Aspekten und Leitlinien
- Langfristig der Aufbau eines Museums am historischen und authentischen Geschichtsort in der ehemaligen Firma Carl Berg im Versetal
- Aufarbeitung der Sammlungsobjekte, d. h. Beschreibung und Dokumentation, Provenienz etc.
- Bereitstellung der Objektdaten in geeigneter digitaler Form
- An- bzw. Einbindung der Objektdaten in die Deutsche Digitale Bibliothek (DDB) und die Europeana
- Absolute Anonymität der Leihgeber (sofern nicht anders vereinbart)

Bislang haben alle nachfolgenden Leihgeber ihre Dauerleihgaben zu gleichen Bedingungen dem Verein übergeben respektive zum Zeitpunkt der Errichtung des Museums zugesagt.

#### Vitrinenobjekte
Zurzeit umfasst die Sammlung ungefähr 2.500 gegenständliche Vitrinenobjekte aller Art. Neben typischen industriell genutzten Werkzeugen gehören Warenproben und -muster zur Sammlung. Wrackteile von Flugzeugen, Luftschiffen aber auch volkskundlich sowie mentalitätsgeschichtlich bedeutende Exponate und Alltagsgegenstände machen die Sammlung sehr abwechslungsreich.

#### Foto-, Ansichtskarten- und Plansammlung
Die Foto- und Ansichtskartensammlung umfasst derzeit circa 2.500 Objekte. Dazu gehören bedeutende Fotografien der Erstaufstiege der Zeppelin-Luftschiffe am Bodensee, Werksfotos der Aluminiumindustrie aber auch Pläne von Werksanlagen und Konstruktionspläne des Luftschiffbau Zeppelin.

#### Bibliothek
Die Fachbibliothek umfasst zurzeit etwa 5.000 Medieneinheiten. Da sich der bisherige Sammlungsschwerpunkt der dem Verein übergebenen Bibliothek sich bislang auf die Entwicklung der Luftschifffahrt, hier insbesondere rund um Zeppelin beschränkte, wird derzeit verstärkt der Bestand zur Aluminiumgeschichte ausgebaut. Neben Überblicksdarstellungen gehören Firmenchroniken, Flyer, Produktkataloge und sonstige Kataloge, insbesondere graue Literatur, zum Sammelgebiet.

### Ausstellungskonzept
Der Wirtschaftsraum Südwestfalen ist eine durch die Anforderungen der über die Jahrhunderte gewachsenen Metallindustrie an die Bedürfnisse angepasste Kulturlandschaft. Die ursprüngliche Naturlandschaft hingegen wurde weitestgehend verdrängt. Als vorerst letzter großer Entwicklungsschritt wurden durch die heimischen Industriellen in der Wende vom 19. zum 20. Jahrhundert zur Sicherstellung der Wasser- und Energieversorgung Talsperren im Einzugsgebiet der Ruhr, Verse, Ennepe, Wupper etc. erbaut. Die prägen die Landschaft bis heute maßgeblich. Durch den Bau der Talsperren wurde einerseits erst die dauerhafte Sicherstellung der Trinkwasserversorgung des nahen Ruhrgebietes und damit das exponentielle Wachstum des Ruhrreviers ermöglicht, andererseits entwickelte sich der heimische Raum dazu zu einem beliebten Naherholungsgebiet für die umliegenden Metropolregionen (S. Abschnitt Einbindung in den Tourismus).
Das primäre Ziel einer dauerhaften musealen Ausstellung soll die Darstellung der Geschichte der gemeinsamen Aluminium- und (Luft-)Schifffahrt im Raum (Süd) Westfalen sein:
- Darstellung der Geschichte der Aluminiumindustrie mit besonderem Bezug zur Stadt- und Industriegeschichte im Städtedreieck Altena – Lüdenscheid – Werdohl sowie im Wirtschaftsraum (Süd-)Westfalen / Nordrhein-Westfalen
- Darstellung der Entwicklung der Luftschifffahrt anhand der im Städtedreieck Altena – Lüdenscheid – Werdohl entwickelten Luftschiffsysteme David Schwarz, Graf Zeppelin und Oskar Erbslöh (konstruiert und teilweise erbaut durch Selve)
- Exemplarische Darstellung der Biographien bedeutender Unternehmen und Unternehmer der heimischen Aluminiumindustrie
- Nutzung des einmaligen authentischen Geschichtsortes in der ehemaligen Firma Carl Berg
- Einbindung und Anknüpfung an bestehende Touristische und Industriekulturelle Netzwerke wie WasserEisenLand, Route der Industriekultur und die Europäische Route der Industriekultur (ERIH – European Route of Industrial Heritag)
- Darstellung des Umbaus der Naturlandschaft hin zur industriell angepassten Kulturlandschaft

### Standortkonzept

#### MuseumsstandortFirma Carl Berg

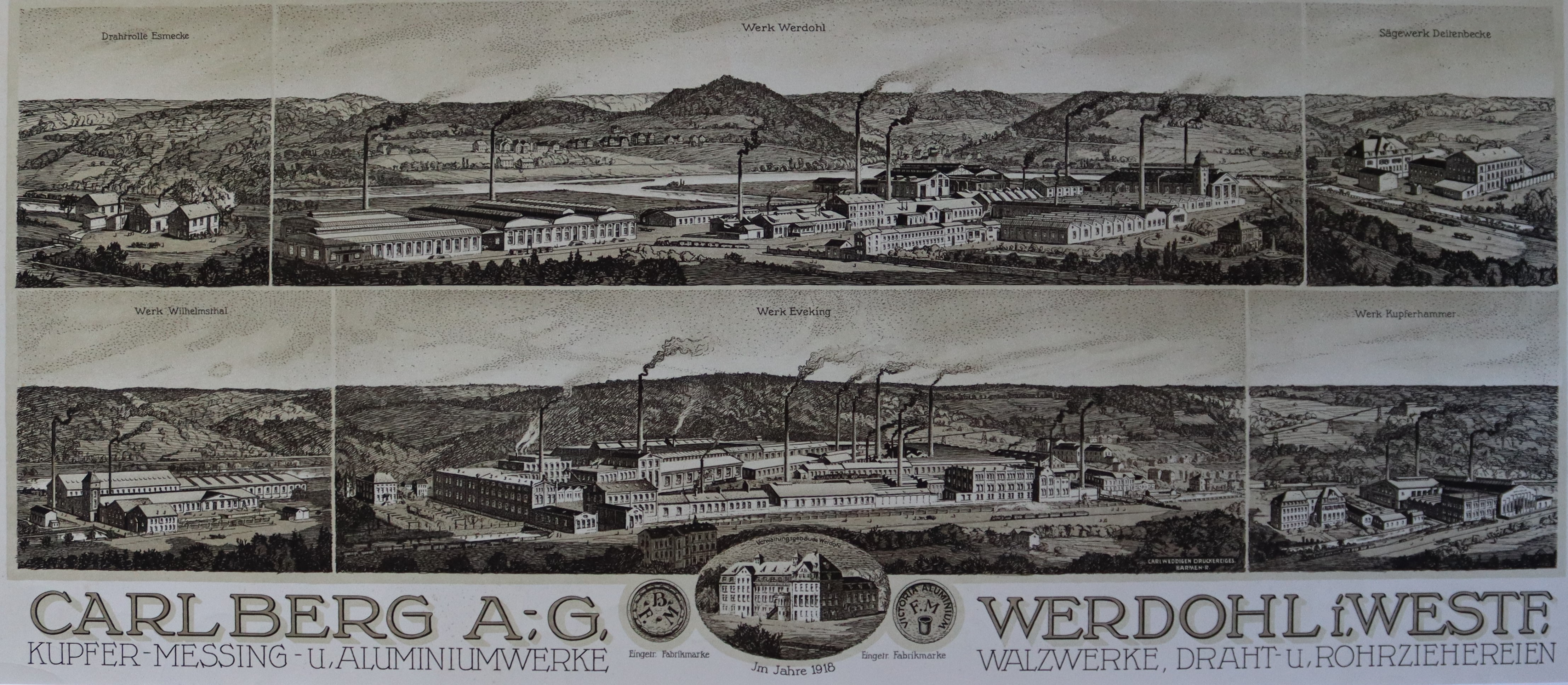
Werbelitho der Carl Berg AG (1918)

Ein wesentlicher Aspekt der Idee zur Museumsgründung ist die Nutzung der ehemaligen Drahtzieherei der historischen Fabrikanlage der Firma Carl Berg im zwischen Werdohl und Lüdenscheid gelegenen Versetal im Ortsteil Eveking. An diesem Ort wurde durch den Lüdenscheider Industriellen Carl Berg (1851–1906) erstmals Aluminium im industriellen Maßstab verarbeitet und in Form von Militärausrüstung an das Preußische Heer geliefert. Die Firma Carl Berg hat bis zum Beginn des Ersten Weltkrieges zusammen mit der Firma Basse & Selve (Bärenstein und Altena) die Aluminiumverarbeitung im Deutschen Reich maßgeblich geprägt.
Die drei zurzeit anders bzw. nicht genutzten Etagen mit einem Grundmaß von jeweils 20 × 20 m (400 m²) sind weitestgehend unverbaut und im originalen Bauzustand erhalten. Da es sich um einen Industriebau zur Aufnahme schwerer Drahtzugmaschinen handelt, sollte die Tragfähigkeit der Decken für eine museale Nutzung unbedenklich sein. Die Erschließung erfolgt derzeit über das historische Treppenhaus, im Inneren ist ein (neuerer) Lastenaufzug eingebaut. Das Gebäude fügt sich insgesamt harmonisch in die Gesamtheit der weitestgehend erhaltenen Fabrikanlage ein. Damit wird die ehemalige Fabrikanlage selbst zum größten Ausstellungsobjekt und erfüllt als authentischer Geschichtsort die Funktion eines historisch nacherlebbaren außerschulischen Lern- und Geschichtsortes.
Im Hinblick auf die dringend notwendige Städtebauliche Entwicklung des bisher vernachlässigten Versetals mit den Ortsteilen Kleinhammer und Eveking ergeben sich aus dem potenziellen Standort weitere Synergien für das Versetal und die gesamte Stadt. Das Museum soll dazu ausdrücklich die Funktion eines Dritten Ortes einnehmen und Einheimischen wie Touristen als kulturelle Spiel- und Begegnungsstätte dienen. Als Sekundärziel sollen sich daher für das Umfeld des Museumsstandortes, d. h. das Versetal und die Stadt Werdohl, weitere Synergien ergeben:
- Stärkung der Bindung der Werdohler an „ihre“ Stadt durch die Schaffung eines Anknüpfungspunktes für eine lokale und integrative Identität der Stadtbevölkerung
- Integration von Mitbürgern mit Migrationshintergrund über den verbindenden Aspekt der gemeinsamen Arbeit in der (Aluminium-)Industrie
- Etablierung eines emotional besetzten Themas als Alleinstellungsmerkmal für ein zukünftiges strategisches Stadtmarketing Werdohls
- Stadtentwicklung, insbesondere des Versetals mit den Ortsteilen Eveking, Kleinhammer und Bärenstein

#### Weitere dezentrale Spielorte

Rathaus Werdohl

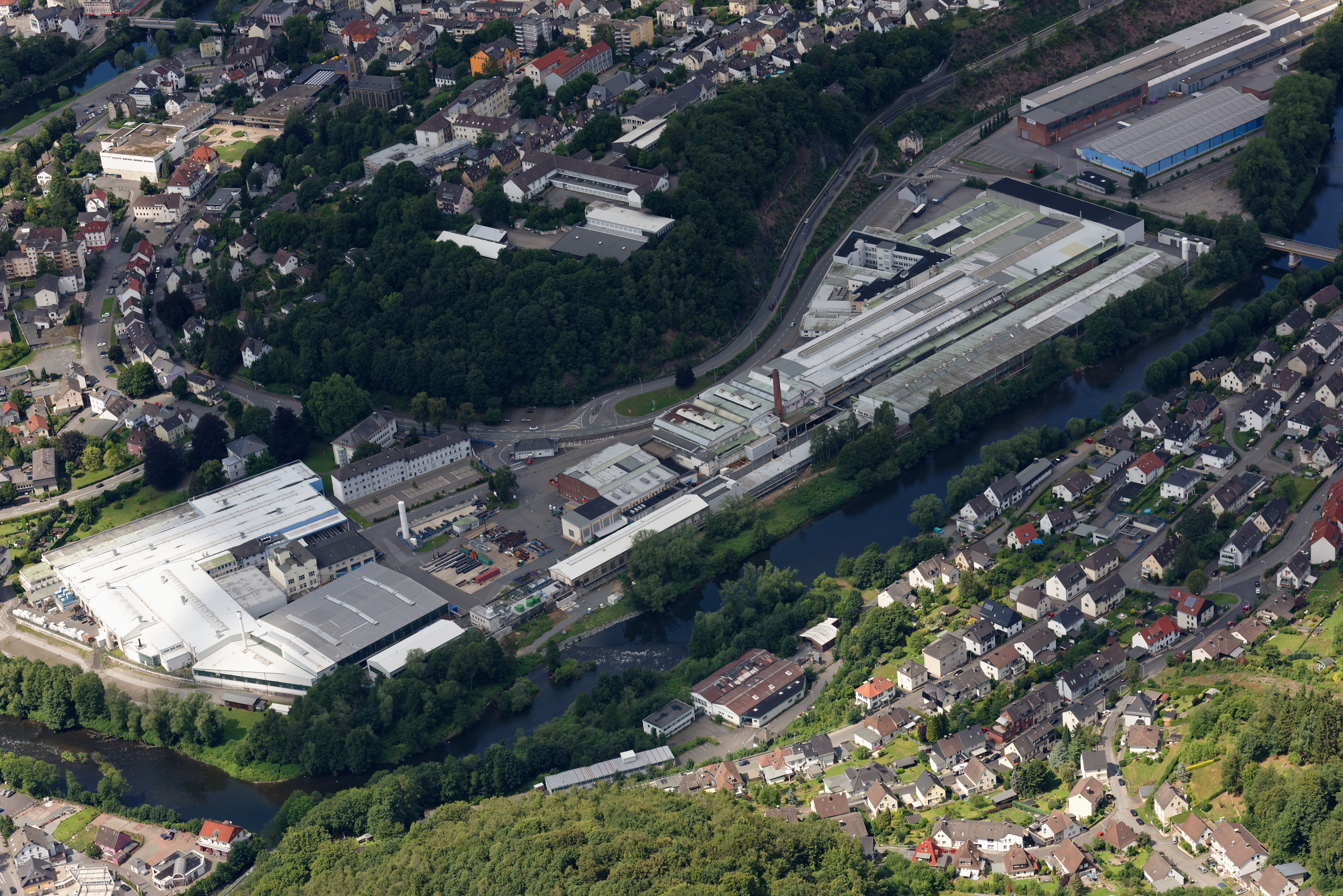
VDM Metals-Werkgelände in Werdohl

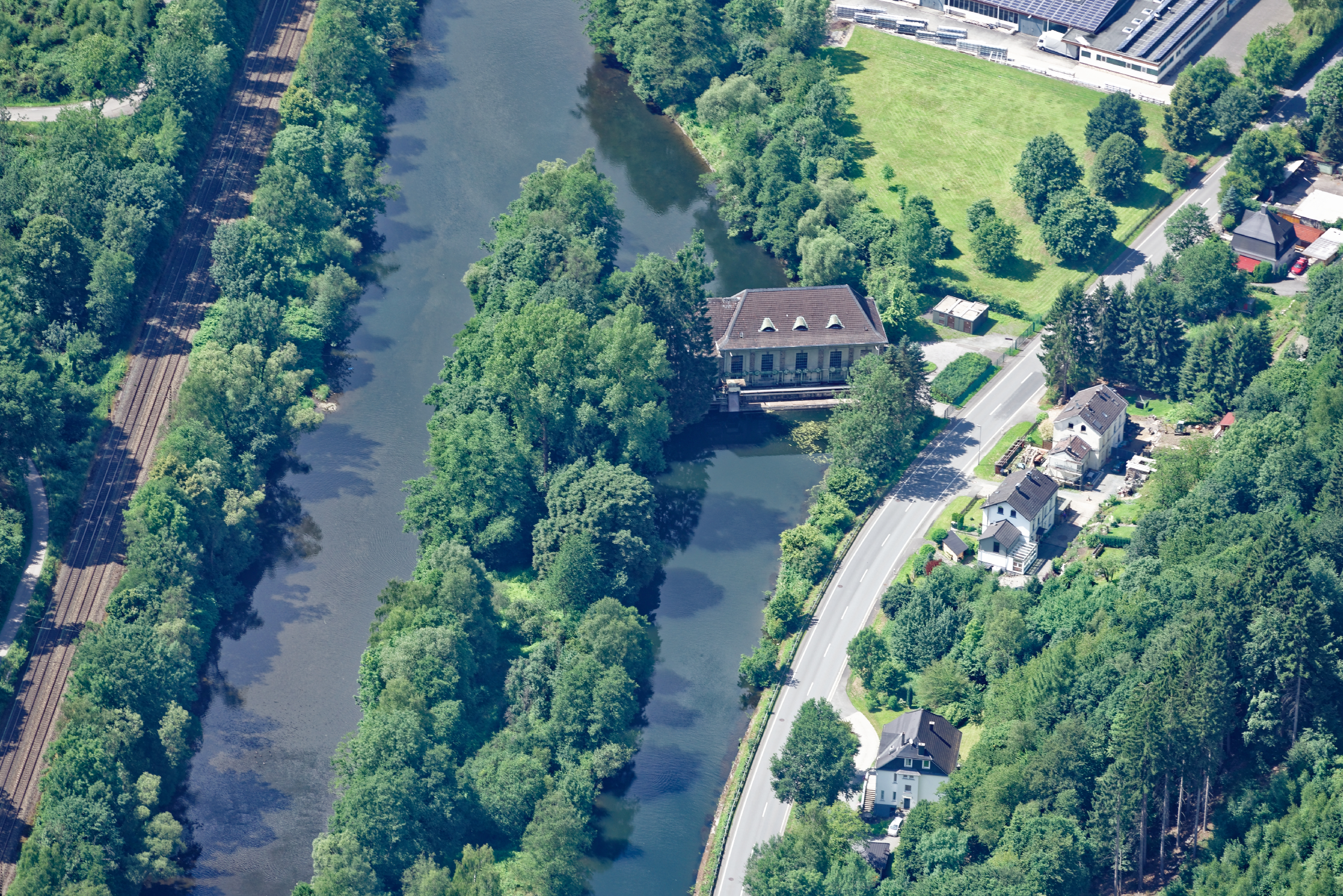
Wasserkraftwerk Wilhelmsthal

Werdohl ist in seiner historischen und städtebaulichen Entwicklung eine durch die Metallindustrie deutlich geprägt Kleinstadt, eingebettet in eine den Anforderungen der Industrie gestaltete Kulturlandschaft.
Neben dem im Versetal angedachten Museumsstandort gibt es zahlreiche weitere innerstädtische Anknüpfungsorte, die sich in ein thematisches Gesamtkonzept einknüpfen und gemeinsam vermarkten ließen:
Versetal – Ortsteile Bärenstein, Eveking und Kleinhammer
- Fabrikanlage der ehemaligen Firma Basse & Selve
- Fabrikantenvillen und Arbeiterwohnsiedlungen
- Fabrikanlage der ehemaligen Firma Carl Berg

Innenstadt
- Rathaus der Stadt Werdohl
- VDM Metals-Werksgelände
- Beamtenwohnhäuser (Villen) der Firma Kugel & Berg entlang der Freiheitsstraße

Lenneabwärts in Richtung Altena
- Wasserkraftwerk Wilhelmsthal

Darüber hinaus existiert hinter dem ehemaligen Berg-Werk zum Hang hin ein Luftschutzstollen der sich zusätzlich als Geschichtserlebnisort resp. außerschulischen Lernort ausbauen ließe. Somit könnten neben dem eigentlichen Kernthema ergänzende Inhalte dargestellt werden und das Angebot resp. die Attraktivität erhöhen.

### Eingliederung in touristische Strukturen
Die Entwicklung des Tourismus ist für die weitere Stadtentwicklung ein wichtiger Faktor zur Imageaufwertung – gleichzeitig wird auf Kreisebene des Märkischen Kreises verstärkt an der Vermarktung der Region als Reise-, Tourismus- und Kulturstandort für verschiedene Zielgruppen gearbeitet.

#### Ausgangssituation des Umfeldes
Neben der hier einmaligen Möglichkeit zur Nutzung des authentischen Geschichtsortes als Spielort eines Museums, bietet der innerhalb Südwestfalens zentral gelegene Standort bereits ein zentral erreichbares Einzugsgebiet für die umliegenden Regionen:
Die Metropolregion Rhein Ruhr (rund 10,5 Millionen Einwohner), die Metropolregion Rhein-Main (rund 5,8 Millionen Einwohner), die Regionen Siegerland (rund 241.000 Einwohner), Münsterland (rund 1,6 Millionen Einwohner) sowie die nahen Niederlande (rund 17,5 Millionen) liegen jeweils in Entfernung eines Tagesausfluges. Über die Anbindung an die Sauerlandlinie (A45) und die Eisenbahnverbindung Ruhr-Sieg-Strecke ist der Standort auch verkehrstechnisch gut erschlossen.

#### Anknüpfung an den sich entwickelnden Radtourismus der LenneRoute
Das als dauerhafter Standort zur Unterbringung der Sammlung Luftfahrt.Industrie.Westfalen angedachte Museum im Ortsteil Eveking soll in die sich langsam anlaufende touristische Entwicklung rund um den rund 140 km langen Radwanderweg Lenneroute eingliedern.
Entlang der – noch nicht in allen Bau- und Planungsabschnitten lückenlosen – Radstrecke bieten Plettenberg mit dem Freizeit- und Erlebnisbad Aqua Magis und Altena mit der Burg Altena, dem im Rahmen der Regionale 2013 entstandenen Burgaufzug und dem Deutschen Drahtmuseum eine erhebliche touristische Konkurrenz. Bislang fehlt es in Werdohl an entsprechenden touristischen Ankerpunkt.

#### WasserEisenLand und Sauerlandtourismus
Neben der Anbindung resp. Eingliederung in die industriekulturellen Netzwerke WasserEisenLand, Route der Industriekultur und die Europäische Route der Industriekultur (ERIH – European Route of Industrial Heritag) spielen der Radwanderweg Lenneroute sowie die Bewerbung des Sauerlandtourismus durch die Südwestfalenagentur zukünftig eine wesentliche Rolle für die zukünftig mögliche Vermarktung.

### Regionale 2025
Zielsetzung des Vereins war zunächst die Umsetzung der Museumsidee mit Hilfe der Regionale 2025 voranzutreiben. Bislang wurde von keinem der Werdohler Akteure ein eigenständiges Regionale 2025-Projekt auf die Beine gestellt. Die Stadt Werdohl beteiligt sich allerdings als Partner mit einem interkommunalen Regionale-Projekt zur Weiterentwicklung des Radweges Lenneroute. Die gezielte und zur weiteren touristischen Entwicklung notwendige Schaffung von touristischen Ankerpunkten mittels entsprechender Projekte entlang des Werdohler Streckenabschnittes bleibt bislang jedoch aus. Auch die durch die Thematik angesprochenen neuen resp. weiteren Zielgruppen der Kulturtouristen finden derzeit keine Beachtung. Siehe dazu auch den vorherigen Abschnitt Eingliederung in touristische Strukturen.
Seitens des Rates der Stadt Werdohl sowie von dem aktuellen Bürgermeister Andreas Späinghaus (SPD) sowie dessen Vorgängerin Silvia Voßloh (CDU) gab es kein ausgeprägtes Interesse an der Thematik eines Spezialmuseums als Regionale 2025-Projekt.

## Digitalisierungsprojekt
Im Rahmen der fortschreitenden Digitalisierung und Veröffentlichung resp. öffentlicher Bereitstellung von Museums- und Sammlungsgütern in geeigneter Form, wird der Bestand der Sammlung Luftfahrt.Industrie.Westfalen mit Hilfe des Projektes museum-digital und museum-digital:westfalen erfasst. Bislang sind rund 10 % der Vitrinenobjekte als Digitalisate zugänglich.
Der Start der Digitalisierung der Sammlungsbestände konnte mit diversen Spenden und dem Fördermittel des Heimat-Schecks aus dem Förderprogramm Heimat. Zukunft. Nordrhein-Westfalen. Wir fördern, was Menschen verbindet. umgesetzt werden.

## Allgemeine Ausstellungen zum ThemenkreisAluminiumindustrie und Luftschifffahrtin Werdohl und Umgebung
1936

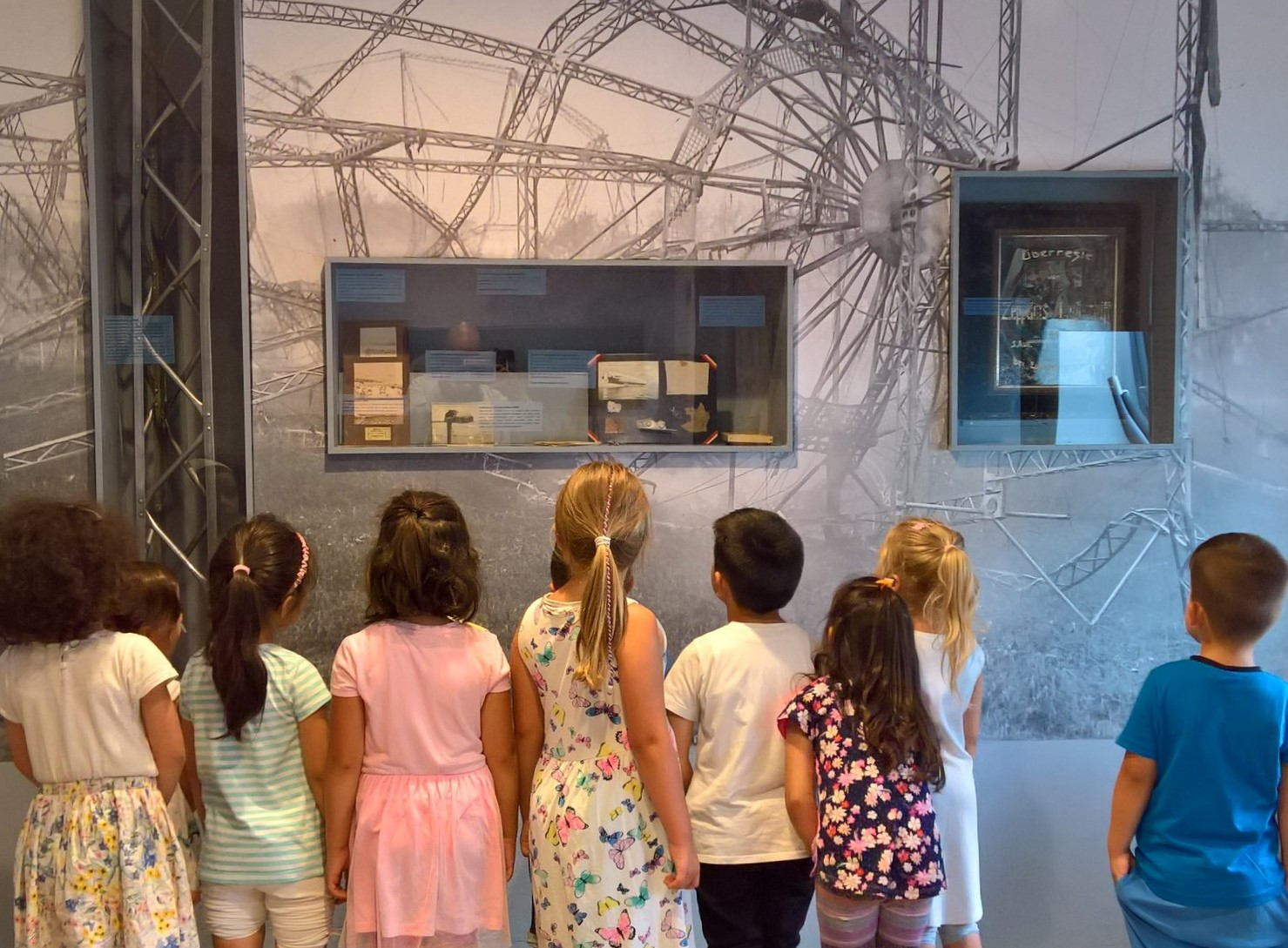
Kita-Besuch in der Zeppelin-Ausstellung 2019

Im Rahmen der Feierlichkeiten zur Verleihung der Stadtrechte anlässlich des zehnjährigen Bestehens der NSDAP-Ortsgruppe am 18. April 1936 erhielt, wurde eine Ehrenpforte aufgestellt. Diese wurde von einem Luftschiff gekrönt. Dazu wurden diverse Zeppelin-Objekte gezeigt.
um 1986
Im damaligen Bürgersaal fand eine groß angelegte Sonderausstellung zur Geschichte der frühen Luftschifffahrt statt. Dabei wurde auch der 2000 wieder in Lüdenscheid zu sehende Nachbau der Gondel des LZ 1 gezeigt.
2001
Im Jahr 2001 wurde vom Heimat- und Geschichtsverein Werdohl e. V. aus Anlass des 100. Jahrestages des Erstaufstieges des Zeppelin-Luftschiffes LZ 1 in der ehemaligen Firma Carl Berg (heute: Gewerbepark Eveking) eine Sonderausstellung organisiert. Die Ausstellung fand mit zahlreichen Leihgaben aus dem Bestand des Zeppelin Museums Friedrichshafen sowie Leihgaben aus Werdohler Privatbesitz statt.
2018
Im Sommer 2018 wurde von der Arbeitsgemeinschaft Zeppelinstadt Werdohl in den Räumen der alten Drahtzieherei der ehemaligen Firma Carl Berg in Form einer Pop-up-Ausstellung 20 ausgewählte Exponate innerhalb der rund 400 m² großen Fabrikhalle präsentiert.
Die Objekte wurden unter der titelgebenden Fragestellung Was verbindet einen Kochtopf, Alfred Colsman und Marlene Dietrich mit Werdohl? in Anlehnung an das Ausstellungskonzept des Musée Sentimental des Schweizer Künstlers Daniel Spoerri ausgewählt und jeweils autark auf einer weißen Stele präsentiert. Aus Gründen der Händelbarkeit wurden nur Kleinobjekte präsentiert, die einzige Ausnahme war ein gusseiserner Regulierkochofen mit Motivdarstellungen der Fernfahrt des LZ 4 vom 4./5. August 1908.
2019
Anknüpfend an den großen Erfolg des Vorjahres wurde 2019 die Ausstellung 111 Jahre der „Tag von Echterdingen“. Das Zeppelinunglück und Werdohl im Kleinen Kulturforum im Werdohler Kulturbahnhof gezeigt.
Neben bedeutenden Ausstellungsstücken aus der Vereinssammlung konnten ergänzend Exponate des Stadtmuseums Leinfelden-Echterdingen gezeigt werden, darüber hinaus Exponate Werdohler Firmen wie der VDM Metals als Vorgänger der Berg-Heckmann-Selve AG.
Für die Ausstellung wurde eigens eine Ausstellungsarchitektur um die Möglichkeiten der Präsentationsformen zu verdeutlichen und auszuschöpfen. Die Exponatvitrinen wurden dazu in die raumgreifenden Stellwände integriert.
Ein abwechslungsreiches museumspädagogisches Begleitprogramm rundete die 14-tägige Ausstellung ab.
2020 und 2021
In den Jahren 2020 und 2021 wurden pandemiebedingt keine Ausstellungen und Veranstaltungen durchgeführt.

## Bedeutende Persönlichkeiten der südwestfälischen Aluminium- und Luftfahrtindustrie
- Josef Abs (* 6. Dezember 1862 in Euskirchen; † 24. Mai 1943 in Bonn)
- Carl Berg (* 4. Februar 1851 in Lüdenscheid; † 26. Mai 1906 in Bonn)
- Rudolf Berg (* 26. Mai 1881 in Eveking; † 6. März 1955 ebenda)
- C. Hugo Borbeck (* 27. Februar 1881 in Werdohl; † 22. April 1956 ebenda)
- Fritz Burr (* unbekannt; † 1949 in Degernau)
- Alfred Colsman (* 7. Mai 1873 in Werdohl; † 9. Januar 1955 ebenda)
- Siegfried Erbslöh (* 23. Juni 1888 in Düsseldorf; † 27. Januar 1968 in Wiesbaden)
- Oskar Erbslöh (Schreibweise auch: Oscar) (* 21. April 1879 in Elberfeld; † 13. Juli 1910 bei Pattscheid)
- Fritz Honsel (* 7. Juli 1888 in Werdohl; † 3. September 1964 in Meschede)
- Fritz Selve (* 20. Januar 1849 in Lüdenscheid; † 1. Mai 1916 in Zürich)
- Gustav Selve (* 28. Februar 1842 in Lüdenscheid; † 7. November 1909 in Bonn)
- Walther von Selve (* 25. Juli 1876 in Altena; † 5. Januar 1948 in Vaduz, Liechtenstein; vollständiger Name Hermann Heinrich Max Walther Selve, 1918 geadelt)

## Trivia
- Die besonders in der lokalen Geschichtsschreibung bis heute verankerte freundschaftliche Verbundenheit zwischen Zeppelin und Carl Berg ist nicht belegbar. Für Berg war Zeppelin nur der Abnehmer seines Aluminiummaterials, Zeppelin hingegen konnte auf keinen anderen Lieferanten zugreifen – es gab um 1890 schlichtweg keinen weiteren Industriellen mit entsprechenden Produktionserfahrungen und -kapazitäten.
- Alfred Colsman, der nach dem Tag von Echterdingen (5. August 1908) von Graf Zeppelin berufene Generaldirektor und Architekt des Zeppelin-Konzerns, wurde 1873 in Werdohl geboren. Im Namen Zeppelins hat er die Entwicklung der Luft- und speziell der Luftschifffahrt wesentlich mitprägte und den Grundstein zur wirtschaftlichen Entwicklung der Bodenseeregion um Friedrichshafen zum Hochtechnologiestandort gelegt. Im Jahr 1899 heiratete er Helene Berg (1878–1944), eine Tochter des Lüdenscheider Aluminiumfabrikanten Carl Berg.
- Colsman verbot seinen Töchtern die Mitfahrt in den frühen Zeppelin-Luftschiffen, die genauen Beweggründe beruhen aber seitens der Familie nur auf Vermutungen. Colsman selbst war an mehreren Fahrten beteiligt, u. a. der Strandung des LZ 7 – DEUTSCHLAND im Teutoburger Wald am 28. Juni 1910.
- Fritz Honsel, der 1888 in Werdohl geborene Gründer der Honselwerke, heute Martinrea Honsel Germany GmbH, verlegte 1925 sein Unternehmen von Werdohl nach Meschede.